# Calgary Challenger 2024
Il Calgary Challenger 2024 è stato un torneo di tennis professionistico maschile e femminile. È stata la 5ª edizione del torneo maschile, facente parte della categoria Challenger 75 nell'ambito dell'ATP Challenger Tour 2024, con un montepremi di 82 000 $. È stata la 3ª edizione del torneo per le donne, facente parte della categoria W75 nell'ambito dell'ITF Women's World Tennis Tour 2024, con un montepremi di 60 000 $. Entrambi i tornei si sono giocati dal 14 al 20 ottobre 2024 sui campi in cemento indoor del Osten & Victor Alberta Tennis Centre di Calgary, in Canada.

## Partecipanti singolare maschile

### Teste di serie
| Nazionalità | Giocatore        | Ranking* | Testa di serie |
| ----------- | ---------------- | -------- | -------------- |
| Polonia     | Maks Kaśnikowski | 174      | 1              |
| Stati Uniti | Patrick Kypson   | 184      | 2              |
| Tunisia     | Aziz Dougaz      | 220      | 3              |
| Australia   | Bernard Tomić    | 233      | 4              |
| Colombia    | Nicolás Mejía    | 240      | 5              |
| Canada      | Alexis Galarneau | 249      | 6              |
| Canada      | Liam Draxl       | 259      | 7              |
| Giappone    | James Trotter    | 260      | 8              |

* Ranking al 30 settembre 2024.

### Altri partecipanti
I seguenti giocatori hanno ricevuto una wild card per il tabellone principale:
- Justin Boulais
- Cleeve Harper
- Vasek Pospisil

I seguenti giocatori sono passati dalle qualificazioni:
- Álex Martínez
- Govind Nanda
- Patrick Maloney
- Murphy Cassone
- Alfredo Perez
- Benjamin Thomas George

## Campioni

### Singolare maschile
Murphy Cassone ha sconfitto in finale  Govind Nanda con il punteggio di 4–6, 6–3, 6–4.

### Singolare femminile
Rebecca Marino ha sconfitto in finale  Anna Rogers con il punteggio di 7–5, 6–4.

### Doppio maschile
Ryan Seggerman /  Patrik Trhac hanno sconfitto in finale  Robert Cash /  James Tracy con il punteggio di 6–3, 7–6(3).

### Doppio femminile
Kayla Cross /  Maribella Zamarripa hanno sconfitto in finale  Robin Anderson /  Dalayna Hewitt con il punteggio di 6(3)–7, 7–5, [12–10].